# Harold Collison, Baron Collison

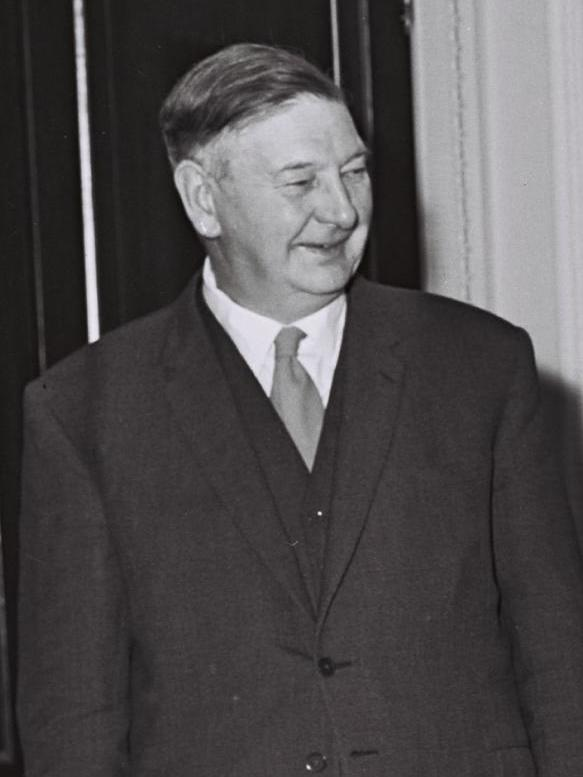
Harold Collison, Baron Collison

Harold Francis Collison, Baron Collison CBE (* 10. Mai 1909 in London; † 29. Dezember 1995) war ein britischer Gewerkschaftsfunktionär und Politiker der Labour Party, der viele Jahre lang Generalsekretär der Gewerkschaft der Landwirtschaftsarbeiter NUAW (National Union of Agricultural Workers) und 1964 bis 1965 Vorsitzender des Dachverbandes der Gewerkschaften TUC (Trades Union Congress) war sowie 1964 als Life Peer aufgrund des Life Peerages Act 1958 Mitglied des House of Lords wurde.

## Leben

### Aufstieg zum Generalsekretär der NUAW
Collison begann nach dem Besuch der Hay Currie School in Poplar sowie der Crypt School in Gloucester 1926 als Siebzehnjähriger seine berufliche Laufbahn als Arbeiter in Geflügelzuchtbetrieben sowie Bauernhöfen in Gloucester. Kurz darauf trat er der Gewerkschaft der Landwirtschaftsarbeiter NUAW (National Union of Agricultural Workers) bei und engagierte sich als aktives Mitglied, ehe er 1941 Generalsekretär der NUAW in der Grafschaft Gloucestershire wurde. Zur gleichen Zeit begann sein politisches Engagement in der Labour Party als Parteisekretär in Stroud.
1953 wurde Collison Nachfolger von Alfred „Alf“ Dann als Generalsekretär der National Union of Agricultural Workers und bekleidete diese Funktion sechzehn Jahre lang bis zu seiner Ablösung durch Reg Bottini 1969. Zeitgleich war er Mitglied des Generalrates des Trades Union Congress (TUC), des Dachverbandes der britischen Gewerkschaften, sowie zwischen 1957 und 1969 Vorsitzender des Ausschusses für Sozialversicherungen und industrielle Wohlfahrt des TUC. Darüber hinaus fungierte er von 1960 bis 1976 als Präsident der Internationalen Föderation der Landwirtschaftsarbeiter (International Federation of Plantation, Agricultural and Allied Workers) sowie zeitgleich als Mitglied der Exekutive der Internationalen Arbeitsorganisation (ILO).

### Vorsitzender des TUC und Oberhausmitglied
Collison, der 1961 Commander des Order of the British Empire wurde, folgte George H. Lowthian im September 1964 als Vorsitzender des Trades Union Congress und übte diese Funktion bis zu seiner Ablösung durch Joseph O’Hagan 1965 aus.
Aufgrund seiner langjährigen Verdienste als Gewerkschaftsfunktionär wurde er auf Vorschlag von Premierminister Harold Wilson durch ein Letters Patent vom 14. Dezember 1964 aufgrund des Life Peerages Act 1958 als Life Peer mit dem Titel Baron Collison, of Cheshunt in the County of Hertfordshire, in den Adelsstand erhoben und gehörte damit bis zu seinem Tod dem House of Lords als Mitglied an.
Während seiner Mitgliedschaft im Oberhaus war Baron Collison zwischen 1969 und 1975 Vorsitzender der Kommission für Ergänzungsleistungen (Supplementary Benefits Commission) und engagierte sich ferner von 1976 bis 1984 als Präsident der Landwirtschaftlichen Vereinigung (Association of Agriculture).